# 1992-es Formula–1 portugál nagydíj
A portugál nagydíj volt az 1992-es Formula–1 világbajnokság tizennegyedik futama.

## Futam
Portugáliában Mansellé volt a pole, Patrese, Senna és Berger előtt. Schumacher nem tudott elindulni az első rajtnál, így a másodiknál a mezőny végéről kellett indulnia. A rajt után a két Williams elhúzott, Berger megelőzte Sennát. A Williamsek a McLarenekkel ellentétben jóval korábban álltak ki a boxba. Mansell gyors kiállásának köszönhetően az élre állt vissza, de Patrese boxkiállásánál probléma akadt a jobb hátsó kerékkel. Az olasz a két McLaren mögé esett vissza. Hamar megelőzte Sennát, majd Bergert kezdte üldözni. A 35. körben Schumacher megelőzte Alboretót a hatodik helyért. Ekkor Patrese már közvetlenül Berger mögött haladt, aki lelassított a célegyenesben, hogy megálljon szerelőinél. Ez váratlanul érte Patresét, aki ráfutott az osztrák hátsó kerekére és autójának eleje felemelkedett. Szerencsére az olasz nem szenvedett sérülést a balesetben. Mansell pályafutása 30. győzelmét szerezte Berger, Senna, Brundle, Häkkinen és Alboreto előtt.
| Helyezés | #  | Versenyző            | Csapat/Motor          | Futott körök | Idő/Kiesés oka  | Rajthely | Pontszám |
| -------- | -- | -------------------- | --------------------- | ------------ | --------------- | -------- | -------- |
| 1        | 5  | Nigel Mansell        | Williams-Renault      | 71           | 1:34:46,659     | 1        | 10       |
| 2        | 2  | Gerhard Berger       | McLaren-Honda         | 71           | + 37,533        | 4        | 6        |
| 3        | 1  | Ayrton Senna         | McLaren-Honda         | 70           | + 1 kör         | 2        | 4        |
| 4        | 20 | Martin Brundle       | Benetton-Ford         | 70           | + 1 kör         | 6        | 3        |
| 5        | 11 | Mika Häkkinen        | Lotus-Ford            | 70           | + 1 kör         | 7        | 2        |
| 6        | 9  | Michele Alboreto     | Footwork-Mugen-Honda  | 70           | + 1 kör         | 8        | 1        |
| 7        | 19 | Michael Schumacher   | Benetton-Ford         | 69           | + 2 kör         | 5        |          |
| 8        | 25 | Thierry Boutsen      | Ligier-Renault        | 69           | + 2 kör         | 11       |          |
| 9        | 4  | Andrea de Cesaris    | Tyrrell-Ilmor         | 69           | + 2 kör         | 12       |          |
| 10       | 10 | Szuzuki Aguri        | Footwork-Mugen-Honda  | 68           | + 3 kör         | 17       |          |
| 11       | 17 | Emanuele Naspetti    | March-Ilmor           | 68           | + 3 kör         | 23       |          |
| 12       | 23 | Christian Fittipaldi | Minardi-Lamborghini   | 68           | + 3 kör         | 26       |          |
| 13       | 32 | Stefano Modena       | Jordan-Yamaha         | 68           | + 3 kör         | 24       |          |
| 14       | 24 | Gianni Morbidelli    | Minardi-Lamborghini   | 68           | + 3 kör         | 18       |          |
| Kiesett  | 21 | Jyrki Järvilehto     | Dallara-Ferrari       | 51           | Fizikai állapot | 19       |          |
| Kiesett  | 16 | Karl Wendlinger      | March-Ilmor           | 48           | Váltó           | 22       |          |
| Kiesett  | 26 | Érik Comas           | Ligier-Renault        | 47           | Motorhiba       | 14       |          |
| Kiesett  | 30 | Katajama Ukjó        | Larrousse-Lamborghini | 46           | Kicsúszás       | 25       |          |
| Kiesett  | 22 | Pierluigi Martini    | Dallara-Ferrari       | 43           | Defekt          | 21       |          |
| Kiesett  | 6  | Riccardo Patrese     | Williams-Renault      | 43           | Baleset         | 3        |          |
| Kiesett  | 28 | Ivan Capelli         | Ferrari               | 34           | Motorhiba       | 16       |          |
| Kiesett  | 3  | Olivier Grouillard   | Tyrrell-Ilmor         | 27           | Váltó           | 15       |          |
| Kiesett  | 29 | Bertrand Gachot      | Larrousse-Lamborghini | 25           | Motorhiba       | 13       |          |
| Kiesett  | 33 | Maurício Gugelmin    | Jordan-Yamaha         | 19           | Elektronika     | 20       |          |
| Kiesett  | 27 | Jean Alesi           | Ferrari               | 12           | Kicsúszás       | 10       |          |
| Kiesett  | 12 | Johnny Herbert       | Lotus-Ford            | 2            | Baleset         | 9        |          |

## A világbajnokság élmezőnyének állása a verseny után
| H  | Versenyzők         | Pont | H  | Konstruktőrök    | Pont |
| -- | ------------------ | ---- | -- | ---------------- | ---- |
| 1. | Nigel Mansell      | 108  | 1. | Williams-Renault | 154  |
| 2. | Ayrton Senna       | 50   | 2. | McLaren-Honda    | 83   |
| 3. | Michael Schumacher | 47   | 3. | Benetton-Ford    | 77   |
| 4. | Riccardo Patrese   | 46   | 4. | Ferrari          | 16   |
| 5. | Gerhard Berger     | 33   | 5. | Lotus-Ford       | 13   |

## Statisztikák
Vezető helyen:
- Nigel Mansell: 71 (1-71)

Nigel Mansell 30. győzelme, 28. pole-pozíciója, Ayrton Senna 18. leggyorsabb köre.
- Williams 60. győzelme.